# Ludvig Brandstrup (sculpteur)
Pour les articles homonymes, voir Ludvig Brandstrup et Brandstrup.
Ludvig Brandstrup, né le 16 août 1861 à Tranekær (en) et mort le 13 mai 1935, est un sculpteur danois.

## Biographie
Ludvig Brandstrup naît le 16 août 1861 à Tranekær.
D'abord menuisier, il peut étudier la sculpture grâce à F. L. Liebenberg. Il devient élève d'Herman Vilhelm Bissen et fréquente l'académie des beaux-arts entre 1885 et 1888. Il expose à partir de 1886, et une statuette en plâtre de son bienfaiteur Liebenberg lui vaut le prix Neuhausen. Il bénéficie de plusieurs bourses de voyages en 1890, en 1893 et 1894. Lauréat de la médaille annuelle en 1892, il a encore la première médaille à l’exposition artistique internationale d’Anvers, en 1894. 